# Joaquim Manuel de Macedo
Joaquim Manuel de Macedo (Itaboraí, 24 giugno 1820 – Rio de Janeiro, 11 aprile 1882) è stato uno scrittore brasiliano.
Uomo politico liberale, descrisse il mondo borghese in romanzi, fra cui il popolarissimo La morettina (A moreninha, 1844), e in opere teatrali (Lusbela, 1863).
È patrono della sedia XX dell'Accademia Brasiliana delle Lettere.

## Opere

### Novelle
- A Moreninha (1844)
- O Moço Loiro (1845)
- Os Dois Amores (1848)
- Rosa (1849)
- Vicentina (1853)
- O Forasteiro (1855)
- Os Romances da Semana (1861)
- Rio do Quarto (1869)
- A Luneta Mágica (1869)
- As Vítimas-algozes (1869)
- As Mulheres de Mantilha (1870 — 1871)

### Satira politica
- A Carteira do Meu Tio (1855)
- Memórias do Sobrinho do Meu Tio (1867—1868)

### Cronache
- Memórias da Rua do Ouvidor
- Um Passeio pela Cidade do Rio de Janeiro
- Labirinto

### Teatro

#### Drammi
- O Cego (1845)
- Cobé (1849)
- Lusbela (1863)

#### Commedie
- O Fantasma Branco (1856)
- O Primo da Califórnia (1858)
- Luxo e Vaidade (1860)
- A Torre em Concurso (1863)
- Cincinato Quebra-Louças (1873])

### Poesia
- A Nebulosa (1857)

### Biografie
- Ano Biográfico Brasileiro (1876)
- Mulheres Célebres (1878)